# Elias Portolu
Elias Portolu – powieść Grazii Deleddy z 1900.

## Treść
Akcja utworu rozgrywa się w Nuoro (rodzinnym mieście autorki) na Sardynii. Elias Portolu powraca do rodzinnego domu po odbyciu kary kilku lat więzienia. Na miejscu dowiaduje się o projektowanym małżeństwie swojego starszego brata Pietra z Maddaleną Scada. Olśniony narzeczoną brata, zakochuje się w niej, z wzajemnością; oboje ukrywają jednak swoje uczucie, także przed sobą. Nie potrafi podjąć decyzji o tym, co powinien dalej czynić – chociaż stary pasterz Martinu Monne radzi mu, by szczerze wyznał bratu i rodzinie swoje uczucia, a następnie ożenił się z Maddaleną, Elias nie ma odwagi powiedzieć domownikom o swojej namiętności do pięknej kobiety. Dochodzi do planowanego ślubu, jednak uczucia tytułowego bohatera nie wygasają.
Maddalena i Pietro nie są szczęśliwi w swoim małżeństwie. Ostatecznie w dniu karnawału, po tym, gdy kobieta bawiła się z Eliasem na zabawie tanecznej, oboje nawiązują ukryty romans. Elias przeżywa jednak ogromne wyrzuty sumienia, uważa się za grzesznika i wyznaje swoje czyny miejscowemu księdzu Porcheddu. Ten doradza mu wstąpienie do seminarium duchownego – Elias w więzieniu stał się człowiekiem głęboko wierzącym i już wcześniej zastanawiał się nad kapłaństwem. Młody mężczyzna podejmuje naukę w seminarium, chociaż Maddalena oznajmia mu, że zaszła z nim w ciążę. Na krótko przed przyjęciem święceń dowiaduje się, że jego brat ciężko zachorował; wkrótce Pietro umiera. Elias mógłby ożenić się z wdową po nim i przyznać się do ojcostwa jej syna Berte, zamiast tego jednak przyjmuje święcenia kapłańskie i rozpoczyna służbę duszpasterską. Łudzi się, że nawet jako kapłan będzie mógł opiekować się synem, chociażby okazjonalnie. Okazuje się jednak, że dziecko szybko przywiązuje się do Jacu Farrego – kandydata na drugiego męża Maddaleny. Rozgoryczony Elias rezygnuje ze starań o miłość chłopca.
Mija kilka lat. Syn Maddaleny zapada na nieznaną chorobę, jego stan systematycznie się pogarsza. Elias przybywa do domu, by pomagać w opiece nad dzieckiem, jednak obecność Farrego przy jego łóżku sprawia, że czuje się odepchnięty od syna i nie potrafi odnaleźć się w domu. Mimo prób leczenia i gorących modlitw kapłana Berte umiera. Stojąc przy łóżku martwego synka Elias Portolu przekonuje się, że dopiero ta tragedia pozwoliła mu wyzwolić się od namiętności i prawdziwie pokochać Boga, a zatem odkryć jedyną prawdziwie wielką miłość dostępną człowiekowi.

## Cechy utworu
Opublikowany w 1900 Elias Portolu był pierwszą powieścią Deleddy uznaną za liczące się dzieło przez późniejszą krytykę.
Cała twórczość Deleddy zogniskowana jest wokół ukazywania problemów społecznych (przede wszystkim obrazu życia na sardyńskiej wsi w czasach współczesnych pisarce) i zagadnień moralnych. Powieść Elias Portolu należy przy tym do tej grupy dzieł Deleddy, w których szczególnie widoczne są wpływy poetyki weryzmu. Świat przedstawiony w dziele autorka wykreowała, wzorując się na powieściach Giovanniego Vergi (Rodzina Malavogliów, Mastro-don Gesualdo). Jest to widoczne nawet w tytule utworu, który, podobnie jak u Vergi, wprost odnosi się do głównego bohatera tekstu. Centralnym tematem powieści, podobnie jak w przypadku innych dzieł Deleddy napisanych między rokiem 1900 a 1913, jest zagadnienie winy i nieuchronnej kary, zła i pokuty winowajców. Tło utworu, wieś sardyńska, zostaje poddana mitologizacji: jej specyficzna kultura ukazana zostaje jako ponadczasowa i niezmienna. Losy bohaterów naznaczone są widocznym fatalizmem, niewiarą w siłę duchową jednostki, przekonaniem o kruchości natury ludzkiej. Ograniczony jest rysunek psychologiczny postaci, oparty na ukazaniu uproszczonego mechanizmu grzechu i następującej po nim pokuty. Fabuła powieści pozostaje pod wpływem ludowej twórczości literackiej Sardynii, typowych dla niej schematów narracyjnych i postaci.
Tragiczny finał powieści, źle przyjęty przez część krytyków jako w niewielkim stopniu przygotowany przez wcześniejszą akcję, jest przykładem wielokrotnie spotykanego u Deleddy zabiegu symbolizacyjnego. W tej interpretacji śmierć dziecka nie powinna być traktowana jako dosłowny finał akcji powieści, ale metafora ostatecznej i radykalnej przemiany w świadomości głównego bohatera.